# 圣西夫劳达斯维尼亚斯
圣西夫劳达斯维尼亚斯，是西班牙加利西亚自治区奥伦塞省的一个市镇。总面积40平方公里，总人口3669人（2001年），人口密度92人/平方公里。